# Dolichoscyta
Dolichoscyta is een geslacht van vlinders van de familie spinneruilen (Erebidae), uit de onderfamilie Hypeninae.

## Soorten
- D. butleri Leech, 1900
- D. chalybealis Moore, 1867
- D. duplicilinea Hampson
- D. papuensis Hampson
- D. placida Moore, 1882